# Iglesia de Nuestra Señora de la Asunción (Gustavia)
La Iglesia de Nuestra Señora de la Asunción de Gustavia o bien la Iglesia católica de Gustavia (en francés: L'église Notre-Dame de l'Assomption; Église catholique de Gustavia) es un edificio religioso que data del siglo XIX y se encuentra en la localidad de Gustavia en la isla de San Bartolomé una dependencia de Francia en el Mar Caribe. El campanario, la plaza y el recinto están protegidos con el título de Monumentos Históricos.
La Iglesia de Nuestra Señora de la Asunción se terminó en 1829. Fue seriamente dañado por un ciclón del 2 de agosto de 1837 y no se volvió a abrir hasta 1842.
El estilo usado tiene influencia española. La fachada principal tiene una sola abertura arqueada. A cada lado de la entrada hay un pequeño nicho con una estatua de un santo. El interior es sobrio. El suelo es parcialmente de mármol. La estructura del techo está oculta por un falso techo de madera. Dos pequeñas ventanas facilitan la ventilación y la luz de la iglesia.
En el otro lado de la calle se construyó además una capilla funeraria en honor de la hermana Armelle, que murió en 1947 y una rotonda para el Sagrado Corazón (rotonde pour le Sacré-Cœur), en honor de los marineros de San Bartolomé.